# Senador Georgino Avelino
Senador Georgino Avelino  é um município brasileiro do estado do Rio Grande do Norte. Tem uma área territorial com cerca de 26,1 km², fazendo o município o menor do estado. De acordo com  estimativa do IBGE em 2024, sua população era de 4 193 habitantes.

## História
Sua história tem início no século XVII com surgimento do povoado de Beirada, fundado por jesuítas na beira da Lagoa de Guaraíras, às margens da Praia de Surubajá. Contudo, seu atual núcleo urbano surgiu apenas em 1924 quando, em decorrência das fortes chuvas que atingiram aquela localidade, houve uma grande enchente e a lagoa transbordou, forçando os moradores a migrarem da parte baixa para a mais alta.
À época distrito de Papari, atual Nísia Floresta, o povoado foi se desenvolvendo, possuindo como bases econômicas a agricultura de subsistência e a pesca artesanal e sendo formado por algumas propriedades. Em 1938, passou a pertencer ao município de Arez com a emancipação política deste e, na ocasião, um dos moradores locais, o Conde Luís Adolfo, deu o nome de Surubajá ao povoado, em referência a uma espécie de peixe muito comum no local, o bagre.
Em 1960, com a eleição do prefeito de Arez, o fazendeiro João Aureliano de Lima, para a Assembleia Legislativa do Rio Grande do Norte (ALRN), a luta pela emancipação de Surubajá ganharia força. Em 1° de outubro de 1963, o deputado apresentou na assembleia um projeto de lei que elevava Surubajá à categoria de município. O projeto foi aprovado pelos deputados e se transformou na lei estadual 2 989, sancionada pelo governador do estado, Aluízio Alves.
Ao ser efetivamente emancipado, teve seu topônimo alterado para Senador Georgino Avelino, uma referência a José Georgino Alves e Sousa Avelino (1886-1959) que, ao longo de sua vida, foi advogado, banqueiro, diplomata, jornalista e político, tendo sido deputado estadual entre 1924 e 1926, interventor federal no Rio Grande do Norte de agosto a outubro de 1945, nomeado pelo presidente Getúlio Vargas, e Senador da República pelo mesmo estado de 1946 a 1959, ano em que faleceu. A instalação do novo município ocorreu no dia 21 de janeiro de 1964.

## Geografia
Com apenas 26,100 km² de extensão territorial, Senador Georgino Avelino é o menor município em área do Rio Grande do Norte, ocupando apenas 0,0494% da superfície estadual, e o 5 560° (décimo-primeiro menor) do Brasil. Faz parte do Polo Costa das Dunas e está distante 56 quilômetros de Natal, capital estadual, e 2 368 km de Brasília, capital federal. Banhado a leste pelo Oceano Atlântico, limita-se a norte com Nísia Floresta, a sul com Tibau do Sul e a oeste com Arez e novamente Nísia Floresta. Senador Georgino Avelino pertence às regiões geográficas intermediária e imediata de Natal, conforme divisão territorial do Brasil bigente desde 2017, até então, na divisão em mesorregiões e microrregiões que vigorava desde 1989, o município fazia parte da microrregião do Litoral Sul, por sua vez uma das quatro subdivisões da mesorregião do Leste Potiguar.
O relevo de Senador Georgino Avelino é plano e baixo, com altitudes abaixo dos cem metros, sendo formado pela planície costeira, marcada pela presença de dunas constituídas de areia e quartzo, originárias do período Quaternário e modeladas pela ação eólica, que são logo sucedidas pelos tabuleiros costeiros na medida em que se afasta do oceano. O município está situado no Grupo Barreiras, cujas rochas, datadas o período Terciário Superior, são cobertas em sua maior parte por arenitos, havendo também a presença de argila e siltito.
Os solos georginenses são muito pobres em nutrientes (pouco férteis), predominantemente arenosos e bastante drenados, caracterizando os neossolos (antes chamados de areias quartzosas distróficas), altamente permeáveis e lixiviados. Existem ainda, nos arredores da Lagoa de Guaraíras, os solos indiscriminados de mangues que, diferente dos neossolos, possuem elevado grau de salinidade, são bastante mal drenados e possuem textura mista, formada tanto por areia quanto por argila e cobertos por manguezais. O restante do território é coberto por espécies de maior porte da Mata Atlântica, verdes durante todo o ano (floresta subperenifólia), com folhas largas e troncos delgados, cobrindo solos recobertos por matéria orgânica (húmus) nas camadas superiores.
Com 5,72 km de costa litorânea, Senador Georgino Avelino é cortado pelo rio Santo Alberto e possui a maior parte do seu território (61,21%) inserido na bacia hidrográfica do rio Jacu e o restante (38,79%) na bacia do rio Trairi. A hidrografia também é formada pelas lagoas de Guaraíras e Papeba, que são parte da Área de Proteção Ambiental Bonfim-Guaraíras, criada por decreto estadual em 22 de março de 1999 com o objetivo de preservar os ecossistemas e a biodiversidade locais. Esta unidade de conservação cobre uma área de 42 mil hectares e abrange partes dos municípios de Arez, Goianinha, Nísia Floresta, São José de Mipibu, Senador Georgino Avelino e Tibau do Sul.
O clima é tropical chuvoso com verão seco ou tropical úmido, com chuvas concentradas entre março e agosto. Segundo dados da Empresa de Pesquisa Agropecuária do Rio Grande do Norte (EMPARN), referentes ao período de março de 2004 a junho de 2005 e setembro de 2009 a junho de 2018, o maior acumulado de chuva em 24 horas registrado em Senador Georgino Avelino alcançou 216,6 mm em 4 de setembro de 2013, seguido por 191,6 mm em 13 de abril de 2011 e 189,2 mm em 14 de fevereiro do mesmo ano. Junho de 2005 possui o recorde de mês mais chuvoso da série histórica, com 650,4 mm.
| Dados climatológicos para Senador Georgino Avelino (2004-2018) | Dados climatológicos para Senador Georgino Avelino (2004-2018) | Dados climatológicos para Senador Georgino Avelino (2004-2018) | Dados climatológicos para Senador Georgino Avelino (2004-2018) | Dados climatológicos para Senador Georgino Avelino (2004-2018) | Dados climatológicos para Senador Georgino Avelino (2004-2018) | Dados climatológicos para Senador Georgino Avelino (2004-2018) | Dados climatológicos para Senador Georgino Avelino (2004-2018) | Dados climatológicos para Senador Georgino Avelino (2004-2018) | Dados climatológicos para Senador Georgino Avelino (2004-2018) | Dados climatológicos para Senador Georgino Avelino (2004-2018) | Dados climatológicos para Senador Georgino Avelino (2004-2018) | Dados climatológicos para Senador Georgino Avelino (2004-2018) | Dados climatológicos para Senador Georgino Avelino (2004-2018) |
| Mês                                                            | Jan                                                            | Fev                                                            | Mar                                                            | Abr                                                            | Mai                                                            | Jun                                                            | Jul                                                            | Ago                                                            | Set                                                            | Out                                                            | Nov                                                            | Dez                                                            | Ano                                                            |
| -------------------------------------------------------------- | -------------------------------------------------------------- | -------------------------------------------------------------- | -------------------------------------------------------------- | -------------------------------------------------------------- | -------------------------------------------------------------- | -------------------------------------------------------------- | -------------------------------------------------------------- | -------------------------------------------------------------- | -------------------------------------------------------------- | -------------------------------------------------------------- | -------------------------------------------------------------- | -------------------------------------------------------------- | -------------------------------------------------------------- |
| Precipitação (mm)                                              | 102,8                                                          | 119,3                                                          | 166,7                                                          | 184,3                                                          | 238,5                                                          | 301,8                                                          | 226,1                                                          | 80,9                                                           | 73,2                                                           | 12,4                                                           | 11,4                                                           | 30,4                                                           | 1 547,8                                                        |

## Demografia
Com a população de 3 924 habitantes no último censo demográfico, Senador Georgino Avelino possuía a sexta maior densidade demográfica dentre os municípios do Rio Grande do Norte, chegando a 151,31 hab/km². Em termos absolutos, era o 133° município potiguar em população e o 4 693° do Brasil, com 98,09% de seus habitantes vivendo na zona urbana. De toda a população, 50,46% eram do sexo feminino e 49,54% sexo masculino, resultando em uma proporção aproximada de 98 homens para 102 mulheres. Quanto à faixa etária, 62,13% tinham entre 15 e 64 anos, 31,47% abaixo de quinze anos e 6,4% 65 anos ou mais.
Na pesquisa de autodeclaração do censo, 67,28% dos moradores eram pardos, 27,5% brancos, 5,19% pretos e 0,04% amarelos. Quanto à nacionalidade, 99,92% eram brasileiros natos e 0,08% estrangeiros, sendo, de toda a população, 69,11% naturais do município (dos 96,27% nascidos no estado). Dentre os brasileiros naturais de outras unidades da federação, os estados com o maior percentual de residentes eram Pernambuco (0,97%), Rio de Janeiro (0,69%) e Paraíba (0,59%), havendo também nascidos em outros sete estados mais o Distrito Federal.
Ainda segundo o mesmo censo, 83,8% dos residentes eram católicos apostólicos romanos, 11,29% evangélicos e 0,11% católicos ortodoxos. Outros 4,75% declararam não seguir nenhuma religião. Na Igreja Católica, Senador Georgino Avelino possui como padroeiro Santo Antônio Achado e pertence à Paróquia São João Batista de Arez, existente desde 8 de maio de 1758. Também existem alguns credos protestantes ou reformados, sendo alguns deles: Assembleia de Deus, Deus é Amor, Igreja Adventista do Sétimo Dia, Igreja Batista e Igreja Universal do Reino de Deus.
Senador Georgino Avelino possui um Índice de Desenvolvimento Humano (IDH-M) considerado baixo do Programa das Nações Unidas para o Desenvolvimento (PNUD). Segundo dados do relatório de 2010, divulgados em 2013, seu valor era 0,570, estando na 147ª posição a nível estadual e na 4 841ª colocação a nível nacional. Considerando-se apenas o índice de longevidade, seu valor é 0,748, o valor do índice de renda é 0,543 e o de educação 0,455. Em 2010, 57,74% da população viviam acima da linha de pobreza, 27,43% entre as linhas de indigência e de pobreza e 14,78% abaixo da linha de indigência. No mesmo ano, os 20% mais ricos acumulavam 47,55% do rendimento total municipal, enquanto os 20% mais pobres apenas 4,66%, sendo o índice de Gini, que mede a desigualdade social, igual a 0,449.

## Política e administração
O primeiro prefeito de Senador Georgino Avelino foi Severino Joaquim de Sales, nomeado pelo governador Aluízio Alves em 17 de janeiro de 1964 e empossado logo no dia 21, quando o novo município foi instalado. Em 24 de janeiro de 1965, ocorreram as primeiras eleições municipais, ocasião no qual foi eleita Inez Irene de Lima, candidata única, empossada no dia 31 do mesmo mês, tornando-se a primeira prefeita constitucional do município. O atual prefeito é Antonio Marcos Freire, do Movimento Democrático Brasileiro (MDB), eleito em novembro de 2020 com 59,57% dos votos válidos e empossado em 1° de janeiro de 2021.
O prefeito municipal representa o poder executivo e nomeia livremente os secretários municipais que o auxiliam. A administração do município também se dá pelo poder legislativo, representado pela câmara municipal, formada por nove vereadores. Dentre as atribuições da casa legislativa estão elaborar e votar leis fundamentais à administração e ao executivo, especialmente o orçamento municipal, a chamada lei de diretrizes orçamentárias. Tanto o prefeito quanto os vereadores são eleitos pelo voto direto para mandatos de quatro anos. O município se rege por lei orgânica, promulgada em 3 de abril de 1990 e atualizada por emendas posteriores, a primeira em 2004.
Existem também alguns conselhos municipais em atividade, sendo alguns deles: Alimentação Escolar, Assistência Social, Cultura, Desenvolvimento Rural, Direitos da Criança e do Adolescente, Direitos da Mulher, Direitos da Pessoa Idosa, Educação, FUNDEB, Habitação, Meio Ambiente, Saúde, Segurança Alimentar e Tutelar. Senador Georgino Avelino é termo judiciário da comarca de Arez, de entrância inicial, e pertence à 66ª zona eleitoral do Rio Grande do Norte, possuindo, em dezembro de 2020, 3 607 eleitores, de acordo com o Tribunal Superior Eleitoral (TSE), equivalente a 0,153% do eleitorado potiguar.

## Infraestrutura básica
O serviço de abastecimento de água de Senador Georgino Avelino é feito pela Companhia de Águas e Esgotos do Rio Grande do Norte (CAERN) e a concessionária responsável pelo fornecimento de energia elétrica é a Companhia Energética do Rio Grande do Norte (COSERN), do Grupo Neoenergia, presente em todo o estado. A voltagem nominal da rede é de 220 volts. Em 2010, o município possuía 95,7% de seus domicílios com água encanada, 98,94% com eletricidade e 88,84% com coleta de lixo.
O código de área (DDD) de Senador Georgino Avelino é 084 e o principal Código de Endereçamento Postal (CEP) é 59168-000. Há cobertura de três operadoras de telefonia, Claro, TIM e a Vivo, todas em tecnologia de até 4G. Em 2010, de acordo com o IBGE, 61,78% dos domicílios tinham apenas telefone celular, 5,93% celular e telefone fixo, 1,33% apenas o fixo e 30,97% não possuíam nenhum.
A frota municipal no ano de 2020 era de 368 motocicletas, 340 automóveis, 65 caminhonetes, dezesseis caminhões, quinze camionetas, quatorze ciclomotores, oito motonetas, sete reboques, seis micro-ônibus, quatro utilitários, dois ônibus e um semirreboque, totalizando 846 veículos. No transporte rodoviário, é atravessado pelas rodovias estaduais RN-002 e RN-061, que ligam Senador Georgino Avelino a BR-101 e a Arez, respectivamente.